# 中宮悟郎
中宮 悟郎（なかみや ごろう、1917年12月11日 - 没年不明）は、日本の軍人、スパイ、事業家。
太平洋戦争においてF機関工作員としてタイに潜伏、インド国民軍の編成や戦後のインド独立に影響を与えた藤原岩市の指揮でマレー作戦、シンガポール作戦に従事。終戦直後に台湾独立を画策した。

## 経歴
大正6年、函館の漁師の子として生まれる。函館師範を出た後、陸軍士官学校第53期を経て軍人となる（但し、53期記念誌に中宮の情報は確認できない）。陸士卒業後、満州へ送られ戦闘を経験、二度貫通銃創を受ける。大行山攻略戦で金鵄勲章の武功をたてる。1938年、陸軍中野学校第二期生として訓練を受ける。1941年時点の階級は中尉。同年9月18日、藤原岩市を長とするF機関に参入。山口源等中尉、土持則正大尉、米村弘少尉、瀬川清治少尉、滝村正巳軍曹と共に杉山元参謀総長からタイ国バンコクに入国し、田村浩大佐のもとでマレー、インド独立連盟工作の命を受ける。中宮は中野悟堂の偽名で水牛の皮を買い付ける日高洋行社員に扮し、シンゴラでスパイ活動をしていた医者”ドクター瀬戸”こと瀬戸久雄と接触。瀬戸にタイの地形調査を指示した。同年10月、中宮は藤原、インド独立運動家のプリタムシンとともにダグラス機でシンゴラへ移動。太平洋戦争開戦の下準備に邁進する。

## サルタン救出作戦
太平洋戦争が開戦すると、中宮はマレー人に変装し、椎葉という老人とインド人二人を連れて前線へ出向。椎葉はケダ州で20年近く雑貨商を営んでおり、サルタンの王宮にも度々出入りする60歳の人物であった(山本節は、この人物の本名を椎葉佐平と記している。一方、当時の資料では椎葉兼次郎という雑貨商が存在し、ケダ―日本人会の会長であった。兼次郎は1885年8月25日に熊本県天草郡高濱村で出生していた。また、現地では”K.Shiiba”という王族に近い立場の日本人諜報員が1936年から1943年までいた記録がある。更にF機関には増淵佐平がいた)。中宮は前線司令部でグルカ兵捕虜3名を引き連れ、道々捕虜の説得にかかった。インド人、グルカ兵と別れた中宮と椎葉は新たに3人のマレー人と合流、英軍監視下のサルタン、アブドラ王救出のため自転車で英軍支配地域に潜入した。中宮は密林を越え、クリム付近に到着すると、マレー人にサルタンの近況を探らせた。サルタンがボンス山へ避難している情報を把握すると、山頂を登り、寺院にこもる王一行を発見。中宮と椎葉はアブドラ王の次男トゥンク・アブドゥル・ラーマン王子を説得。翌日、3、4時間の会議を経て、中宮はサルタンらから日本軍に協力する了承を得た。一行がクリムの町へ下山すると英軍は撤収しており、王を迎えに市民が集結してきたという。12月25日、ラーマンはペナン放送局からマレー人に反英総決起を呼びかけ、日本軍は味方であると呼び掛けた。ラーマンは戦後マレーシア初代首相となっている。

## スマトラ工作
12月31日、ペナンの酒場にいた中宮と岩田遠重の前に、二人の青年が覗き込んできた。中宮に声をかけられた二人はスマトラ独立運動家のアチェ人青年、サイド・アブ・バカルとトンク・ハスビであった。中宮は日本軍への協力を申し出た二人を藤原のもとへ連れて行き、アチェ人に詳しいF機関員、増渕佐平と共にアチェ工作を計画した。多忙であった藤原の代わりに中宮が指揮を担当し、勇士20名を集め、半ヶ月政治教育やゲリラ活動の心得を伝授させた。1942年1月16、17日頃、中宮は岩田、スマトラ青年らを率いてクアラ・センゴル（セランゴール）に潜入し、アブ・バカル率いる一陣を二隻のジャンク船に乗せて出発。スマトラに上陸したアブ・バカルら一行は現地ムスリム政治団体プサに合流。一斉蜂起を実行し、日本軍のスマトラ無血上陸に貢献した。

## シンガポールの戦い
クアラルンプールに進出した中宮は、アラデタ中尉ら150名のインド国民軍を編成し、ジョホール水道を渡河、シンガポールの戦いに参加した。2月13日、セレター軍港付近のニースン（イーシュン）で近衛師団と交戦中の英印軍を武装解除させる功績を挙げた。以降、英軍はインド兵を正面に出さなくなり、白人兵が前線に現れるようになった。シンガポール陥落後、中宮は米村少尉と共に英印兵の収容先に適切な兵営、衛生材料、糧秣を調査した。F機関が岩畔機関に発展すると、中宮はF機関員の国塚一乗と共に小川三郎少佐を班長とした軍事班に転属した。

## ビルマ戦線
1944年8月以降、インパール作戦に敗れた日本軍は陸軍中野学校出身者に対し、敵の追撃速度を鈍らせるゲリラ作戦を命じた。工作班はビルマのシャン族と共闘し、部落付近の場所に火をあげさせたり、住民にデマを流す攪乱を展開。大尉に昇進していた中宮は、マンダレーとマダヤの間にある二、三戸の集落に潜伏、斬り込みの一個中隊を率いて応戦した。その後、第十方面軍台湾軍司令部情報班へ異動。1945年8月15日、現地で終戦を迎えた。終戦時の階級は少佐。

## 台湾独立計画
敗戦翌日の16日、中宮は竹沢義夫と台湾独立を画策、辜振甫をはじめとした現地人指導者を招集し「台湾維持会」を組織、安藤利吉総督に武器引き渡しを要請した。安藤は「日本軍は無条件降伏したのである。その日本軍将校がそうした活動をはじめれば、天皇陛下のご意思に反することになる」と中宮らの要請を拒否。計画は断念された。

## ボースの遺骨、ラーマン大佐の護送
同月18日、台湾松山飛行場でインド独立運動の最高指導者スバス・チャンドラ・ボースが飛行機墜落事故に遭難し、死亡する事件が起きた。この事故で生還したハビブル・ラーマン大佐と酒井忠雄中佐は9月5日、ボースの遺骨と共に緑十字機の九七式重爆撃機へ搭乗し、日本へ向かうこととなった。この時機内に中宮と林田達雄少尉が同乗しており、中宮とラーマンはF機関時代に面識があったため偶然の再開となった。二人は思い出話で盛り上がったという。ラーマンと遺骨は東京へ向かう予定であったが、飛行機は松本行きで行先を変更できない決まりがあった。安全を考慮した結果、現地へ到着した後は二手に分かれて東京へ向かうこととなり、中宮はラーマンを連れて松本から東京行きの飛行機へ、酒井と林田は遺骨と遺品を守り汽車で移動することが決められた。各自無事に東京へ着くと、遺骨は参謀本部へ引き渡され、ラーマンは在京インド人のもとへ合流。中宮は新宿の自宅へ帰っていった。

## その後
中宮は帰国後、鯨、するめの海産物事業で成功する。1948年時点で函館市末広町にある道南開発株式会社の社長であり、会長に亀田精一、常務に中宮志朗、取締役に中宮爾郎がいた。1950年に臨時物資需給調整法違反で裁判沙汰となる。更に鉱山事業に手を染める。1955年8月頃、中宮は横山正幸と共に南ベトナムのサイゴンに渡航、越南労工総連団のユエ支部歓迎会に出席。1956年末、中宮は東亜起業の力でベトナムに海運会社をつくり、医療品、医療器具の輸出をはじめる。ベトナム戦争により事業を収縮し、宮本靖雄の助力でマレーシアのボルネオ、サバ州に森林伐採のトーア・キギョーを設立。ラハダト地区に2000ヘクタールの土地をサバ州政府から貸与を受け、森林伐採と同時に跡地にバナナ栽培事業を手掛ける。これはマレーシア初のバナナ栽培となった。マングローブに着目し、レーヨンパルプ材として利用する技術を開発。この頃中宮は常に「おれはジャパニーズマレーシアだよ」と語っていた。1964年、中宮は亜細亜大学の学生8人を事前研修に呼び寄せ、現地に動物園設立を計画。目的はプランテーションを保護するとともに、その地域に生息する象、ワニ、オランウータンなどを保護することにあると中宮はロイター通信に語った。1970年、東亜起業を東亜企業へ改称。この時点で大脇久人、中宮敬厚、三木俊吉、舘孝、富田外茂雄ら6名と運営していた。以降同社の記録は途絶えている。1976年頃、フォトジャーナリスト、小川卓はラオスのビエンチャンにある多国籍バー「赤い花」で、材木販売で来たという藤原機関員を目撃したという。この銀髪の老人は他の日本人と二人で行動しており、他にもジーンズ姿のフランス人と女装したラオス人のカップル、フチなし眼鏡をかけたアメリカ海兵隊員、半年間に三代変わった宝石店の中国人経営者がいた。1978年時点で生存。F機関通訳軍属の石川義吉によると、中宮が帰国することはなく、設立した企業も倒産していたという。中野不二男は1985年から1988年頃に石川、伊藤啓介 (外交官)を除くF機関関係者（土持、山口）を最後の生存者として取材しているが、中宮の聞き取りはしておらず、この頃までに消息を絶ったとみられる。尚、ラハダトには”Toa Kigyo”という地名が残されている。